# Street (Somerset)
Pour les articles homonymes, voir Street (homonymie).

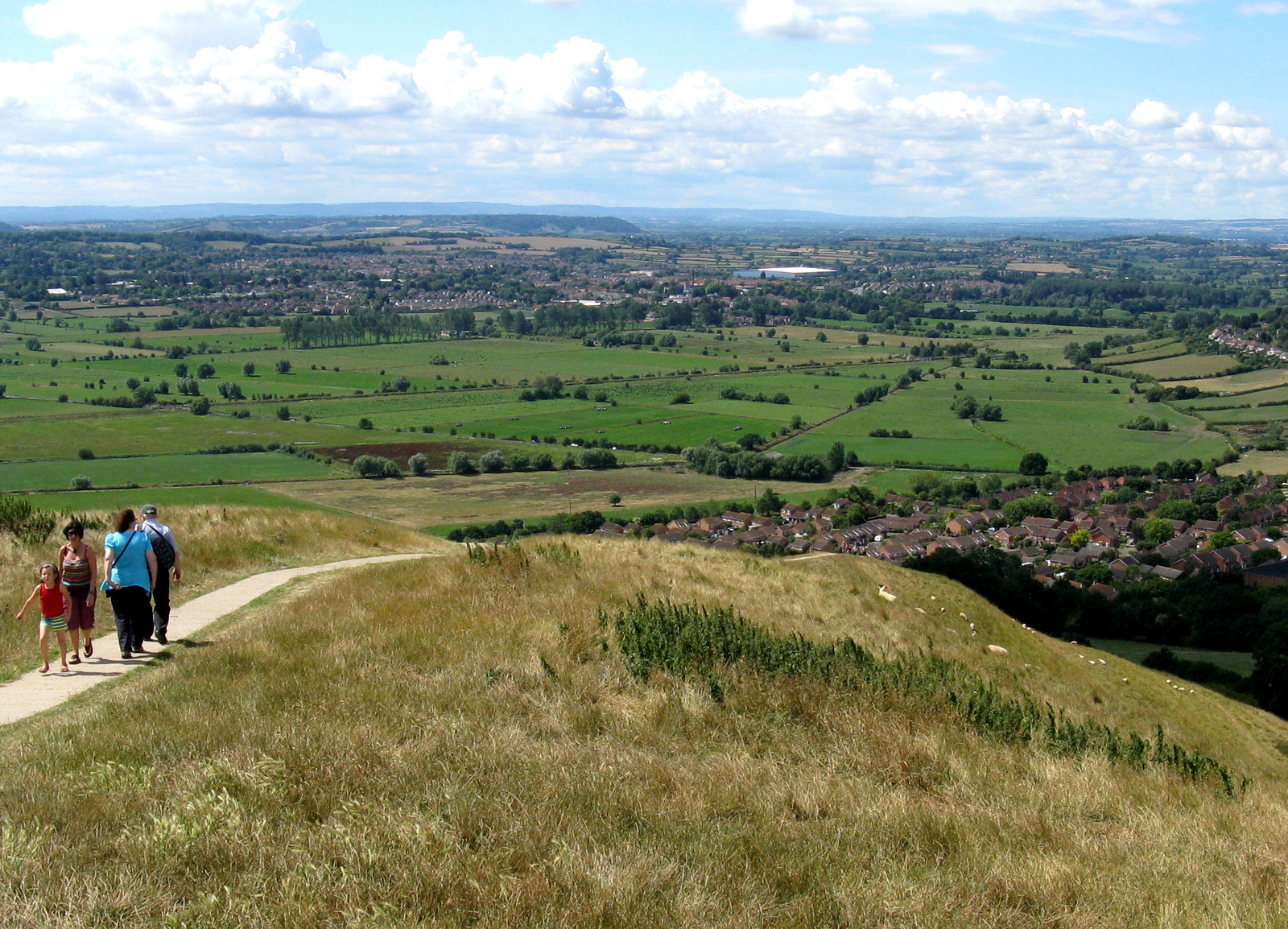
Vue depuis le sommet de Glastonbury Tor. Glastonbury est au premier plan, en bas à droite, et Street à l'arrière-plan.

Street est un village et une paroisse civile du Somerset, en Angleterre. Il est situé dans le district de Mendip, à trois kilomètres au sud-ouest de Glastonbury. Au moment du recensement de 2001, il comptait 11 066 habitants. Du fait de sa population importante, Street est parfois considéré comme une ville.
Son nom signifie en anglais « Rue », et le village a pris son nom de sa localisation sur une voie romaine (Strata en latin).

## Histoire
Le village relève de l'abbaye de Glastonbury jusqu'à la dissolution des monastères, au XVIe siècle.
En 1825, Cyrus et James Clark fondent une fabrique de chaussures à Street, la C. & J. Clark  dont les chaussures sont appelées couramment « Clarks ». Le siège social de la compagnie est toujours dans le village, mais les chaussures ne sont plus fabriquées ici. Au lieu, le site de l'usine de chaussures a été transformé en un village et un centre de magasins avec le nom de Clarks Village. La compagnie a aussi un musée de chaussures dans le village. La maison de la famille Clark est aujourd'hui un lycée.

## Jumelage
- Isny im Allgäu (Allemagne) depuis 1999
- Notre-Dame-de-Gravenchon (France)

## Personnalités liées à Street
- John X. Merriman (1841-1926), dernier Premier ministre de la colonie du Cap, est né à Street.
- Le dramaturge Laurence Housman (1865-1959) a passé les dernières années de sa vie à Street.
- Les entrepreneurs Cyrus et James Clark, fondateurs de la firme de chaussures Clarks, sont originaires de Street.
- Alice Clark (1874-1934), historienne et suffragiste, petite-fille de Cyrus Clark, naît et meurt à Street[1].